# Masters de Hamburgo 1974
El Abierto de Hamburgo de 1974 fue un torneo de tenis jugado sobre tierra batida, que fue parte de las Masters Series. Tuvo lugar en Hamburgo, Alemania, desde el 20 de mayo hasta el 26 de mayo de 1974.

## Campeones

### Individuales
Eddie Dibbs vence a  Hans-Joachim Plötz, 6-2, 6-2, 6-3

### Dobles
Jürgen Fassbender /  Hans-Jürgen Pohmann vencen a  Brian Gottfried /  Raúl Ramírez, 6-3, 6-4, 6-4